# Josep Planells i Bonet
Josep Planells i Bonet fue sacerdote y poeta, nacido en San Rafael, Ibiza (Islas Baleares, España). 
Se ordenó como sacerdote el año 1951 y los primeros meses como tal los pasó en la parroquia de San Vicente de la Cala, situada en el extremo norte de la isla.
Después se muda a San Francisco de las Salinas, donde comienza a escribir en catalán. Después de pasar un breve tiempo en Jesús, se traslada a San Carlos de Peralta, donde será monseñor de 1959 hasta 1977, y posteriormente en San Rafael de la Cruz.
Muere el día 27 de julio de 2014 a los 85 años de edad en la Residencia Reina Sofía.

## Obras
Sus libros se publicaron todos en la Editorial Mediterrània-Eivissa.

### Poesía
- 1993 Ressò del paratge. Prólogo de Marià Villangómez i Llobet y dibujos de Jean Serra.
- 1995 Remembrances. Prólogo de Leopold Llombart y dibujos de Jean Serra y Laia Llombart.
- 2003 Musa fugaç. Prólogo de Jean Serra y dibujos de Hans Doerge.

### Prosa
- 1997 Vora el foc. Prólogo de Joan Marí Cardona.
- 2000 Viatge insòlit. Dibujos de Hans Doerge.

### Cuentos
- 1999 Hora màgica. Prólogo de Marià Torres y dibujos de Hans Doerge.

### Otros
- 2005 Es Vedrà. Retirs del beat Palau. Prólogo del obispo Bisbe Agustí Cortés y dibujos de Hans Doerge.